# St. Gallus (Unterschwarzach)

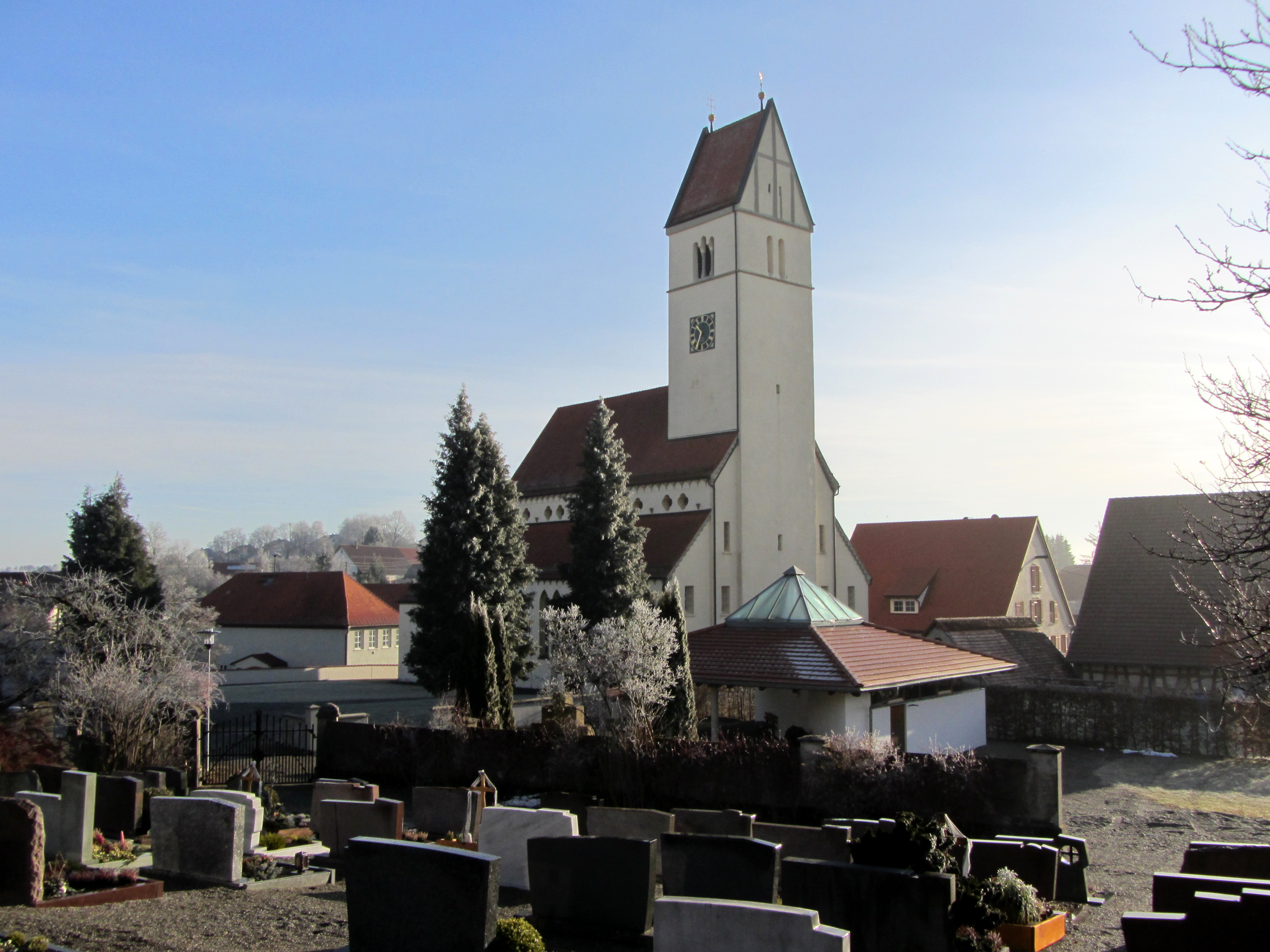
St. Gallus in Unterschwarzach

St. Gallus ist die Pfarrkirche von Unterschwarzach, einem Ortsteil von Bad Wurzach im Landkreis Ravensburg. Die kirchliche Gemeinde gehört zum Dekanat Allgäu-Oberschwaben in der Diözese Rottenburg-Stuttgart.

## Lage
Die Kirche befindet sich ungefähr in der Ortsmitte erhöht in der Nähe der Einbiegung der K 8032 in die B 465. Sie ist gegenüber der östlichen Straße von einer Mauer umgeben. Im unmittelbaren Bereich der Kirche befand sich früher ein Friedhof, von dem noch vereinzelte Gräber zeugen. Nordwestlich außerhalb der früher durchgehenden Mauer befindet sich die Aussegnungshalle, der heutige Friedhof der Gemeinde und das Kriegerdenkmal.

## Bauwerk

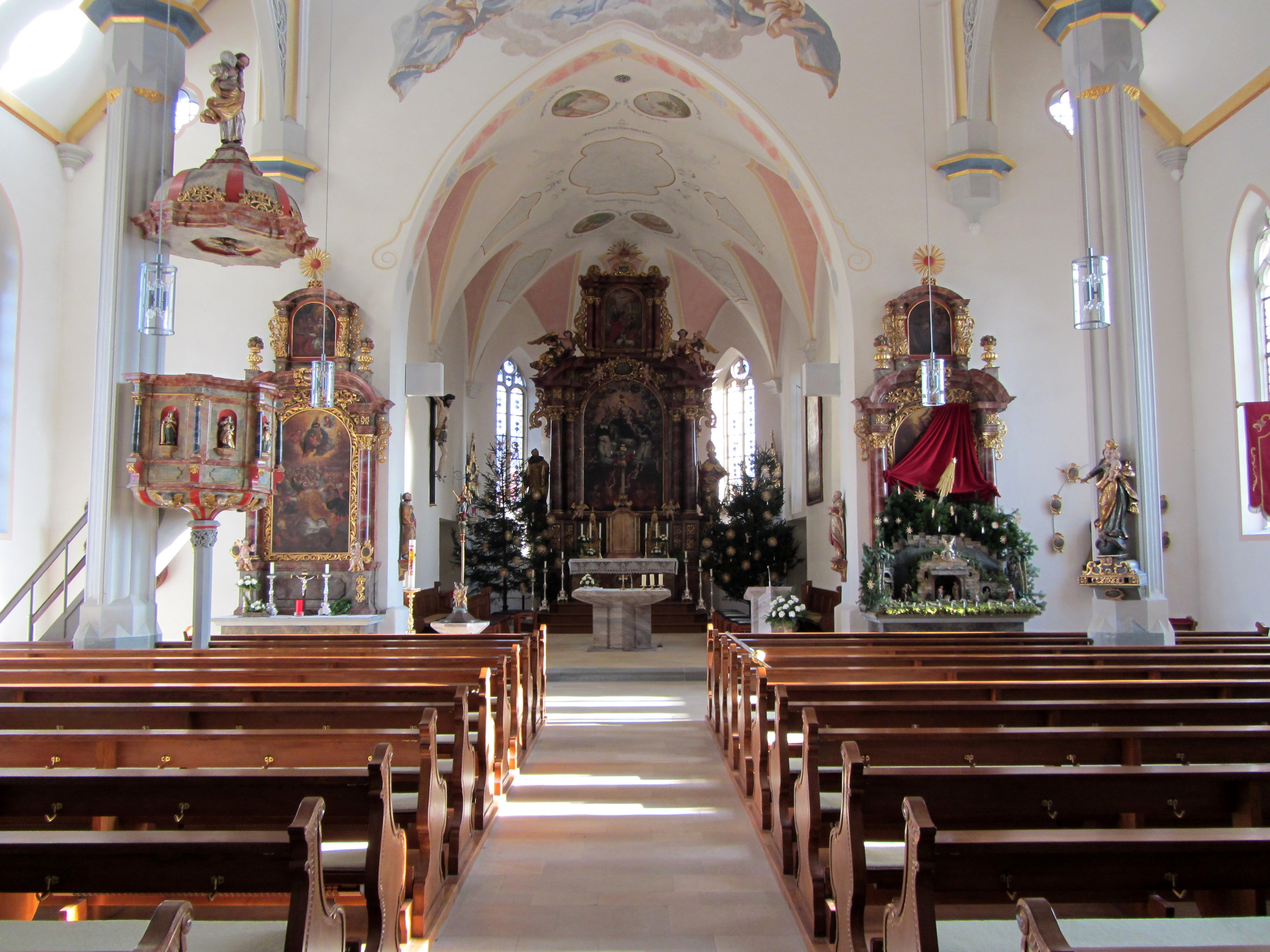
St. Gallus, Innenansicht

Das geostete quadratische Kirchenschiff, in der Form eines dreischiffigen Langhauses ist in den Außenabmessungen siebzehn Meter lang und vierzehn Meter hoch. Der älteste Teil der Kirche ist der westliche an die Mittelachse des Langhauses, vollständig in das Gebäude integrierte Kirchturm aus dem 13. Jahrhundert. Er wurde im Jahre 1715 in der heutigen Form, mit Satteldach stirnseitig geostet, aufgezogen. In dem Turm befinden sich die drei Glocken, die in den Tönen f′ – as′ – c″ klingen. Unterhalb der Glocken befindet sich die Turmuhr. Die beiden Zifferblätter liegen auf der Nord- und Südseite des Turmes. Chor und Schiff wurden im 16. Jahrhundert neu errichtet.

## Ausstattung

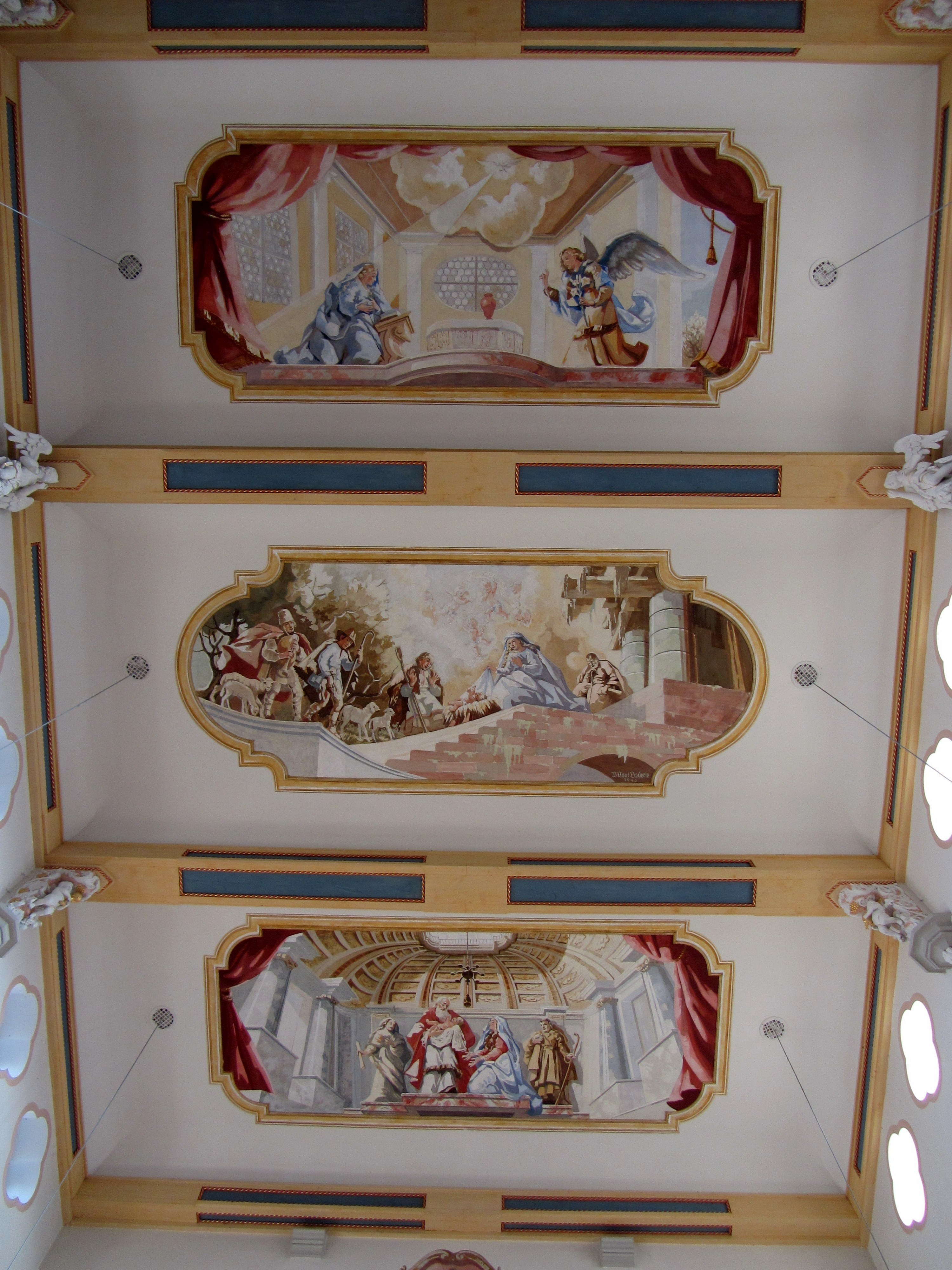
Deckenfresken

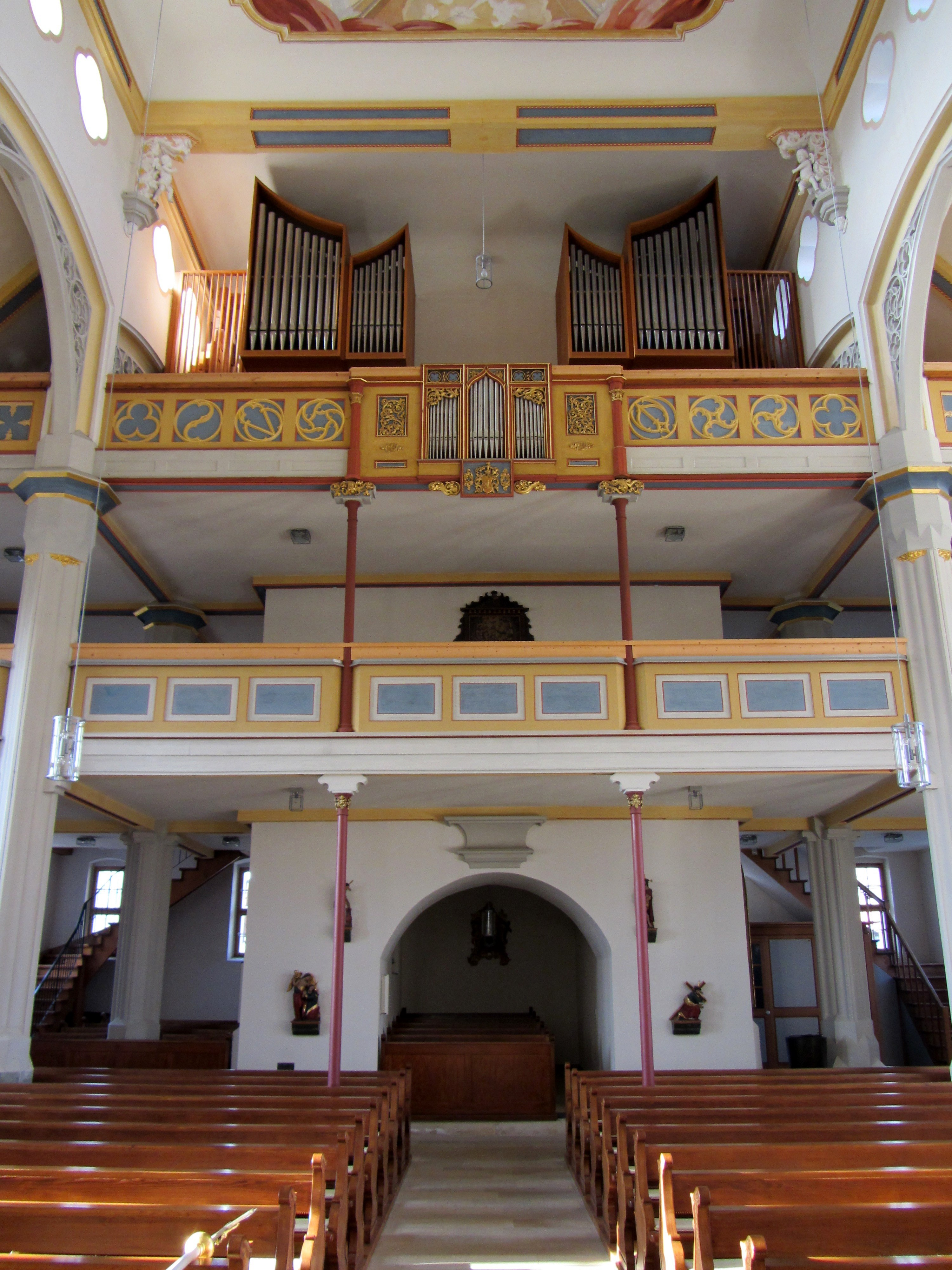
Blick zu den Emporen

Vier Säulen auf beiden Seiten trennen das steilere Seitenschiff vom flacheren Mittelschiff. Innerhalb des um eine Stufe erhöhten Chores befindet sich ein barocker Hochaltar. Zu den zwei damals schon vorhandenen barocken Seitenaltären wurden 1868 und 1884 neugotische Seitenaltäre aus der Werkstatt Metz in Gebrazhofen hinzugefügt. Diese neugotischen Altäre wurden 1946 wieder entfernt. An deren Stelle befinden sich eine Pietà und auf der anderen Seite eine Statue der Heiligen Anna.
Im selbigen Jahr freskierte Peter Paul Beyerle aus Bad Waldsee die drei zentralen Deckenfresken und das Gemälde aus Kasein über dem Chorbogen. Die drei Fresken von Beyerle handeln vom frühen Leben Jesu. Auf dem ersten ist die Verkündigung des Herrn dargestellt. Das mittlere Fresko thematisiert die Anbetung des Jesuskindes durch die Hirten. Das dritte östlich gelegene Fresko zeigt die Darstellung Jesu im Tempel.
Im Rahmen der Innenrenovation 1946 wurde an den Altären die frühbarocken Marmorierung wieder freigelegt und die Übermalung mit graugrüner Farbe entfernt. Auf der oberen der beiden Emporen befindet sich die Orgel. Unter dem nördlichen Emporenaufgang hat der Beichtstuhl seinen Platz. In der Kirche befindet sich auch eine barocke Kanzel.
Im Jahre 1999 wurde für Baukosten in Höhe von 550.000 Euro der Chorraum neu gestaltet. Für diese Neugestaltung des liturgischen Ortes konnte der Bildhauer Rudolf Kurz aus Ellwangen gewonnen werden. Aus seiner Hand sind der Volksaltar, Ambo, Sedilien und Taufstein.